# Hafen von Elbląg
Der Hafen von Elbląg (polnisch Port morski Elbląg, deutsch Hafen von Elbing) ist ein Hafen in der polnischen Stadt Elbląg (deutsch Elbing). Der Hafen liegt am Fluss Elbląg (deutsch Elbing), sechs Kilometer vor dessen Mündung in das Frische Haff (polnisch Zalew Wiślany). Er ist der größte Hafen der Weichselmündung (polnisch Wisła).

## Geschichte
Der Hafen wurde 1952 offiziell als polnischer Seehafen eröffnet. Seine Geschichte ist jedoch viel länger.
Aufgrund seiner Lage an der Elbing, die mit der Weichsel verbunden ist, war Elbing neben Danzig der wichtigste Seehafen für Ostpreußen. Während der preußischen und deutschen Zeit (1772–1945) entwickelte sich in Elbing der Schiffbau. 1837 wurde die Schichau-Werke gegründet, die sich im Laufe der Jahre zum größten Konzern in Ostpreußen entwickelten. Im Jahr 1900 beschäftigte das Unternehmen 3000 Mitarbeiter. Produziert wurden Dampfmaschinen, Lokomotiven, Spezial-, Handels- und Kriegsschiffe, hauptsächlich Torpedoboote und U-Boote für die Kriegsmarine und für den Export, vor allem für europäische Länder sowie China, Japan, Argentinien, Brasilien und die USA.

Lage des Hafens im Stadtgebiet (1944)

Die Schichau-Werke lagen an den Kaianlagen, ebenso wie die 1872 gegründete Elbinger Actien-Brauerei.
In den 1930er Jahren nahm die Bedeutung des Elbinger Hafens zu. Der größte Umsatz wurde 1936 verzeichnet – eine halbe Million Tonnen. Über den Hafen wurden Kohle, Koks, Eisen, Futtermittel und Düngemittel exportiert. Importiert wurden Getreide, Mehl, Tabak und Maschinenkomponenten. Während des Zweiten Weltkriegs wurden bei Schichau besonders U-Boote und Torpedoboote gebaut. In den Jahren 1885 bis 1945 wurden bei Schichau 1634 Schiffe verschiedener Typen hergestellt.
1945 fiel Elbing mit dem südlichen Teil der ehemals deutschen Provinz Ostpreußen an Polen. Trotz der Versuche der Stadt konnte der Hafen kurz nach dem Krieg und in den 1960er Jahren nicht zu seiner früheren Rolle als Seehafen zurückkehren. Das sowjetische Abkommen mit Polen von 1945, das die polnische Schifffahrt durch den russischen Teil des Frischen Haffs und das Pillauer Tief (polnisch Cieśnina Piławska, Straße von Pillau) garantierte, wurde von der sowjetischen Seite ignoriert und der Hafen vom internationalen Anschluss ausgeschlossen.
Infolge der Änderung der politischen Situation ergriff die Stadt in den 1990er Jahren Maßnahmen, um den Hafen von Elbląg wieder zu aktivieren. Die Hafengrenzen wurden aktualisiert und ein Seegrenzübergang geschaffen, in dem alle für den Güter- und Personenverkehr erforderlichen Einrichtungen vorhanden sind. Der Güter- und Personenverkehr hat sich seit 1993 wiederbelebt.
Die größte Chance für die Entwicklung des Hafens besteht durch den Bau des Kanals durch die Frische Nehrung, der eine von den russischen Behörden kontrollierte Schifffahrt durch das Pillauer Tief vermeidet.

## Technische Daten
Die Fahrwegtiefe beträgt im Normalfall 2,5 Meter, in extremen Trockenzeiten jedoch nur 1,8 Meter.

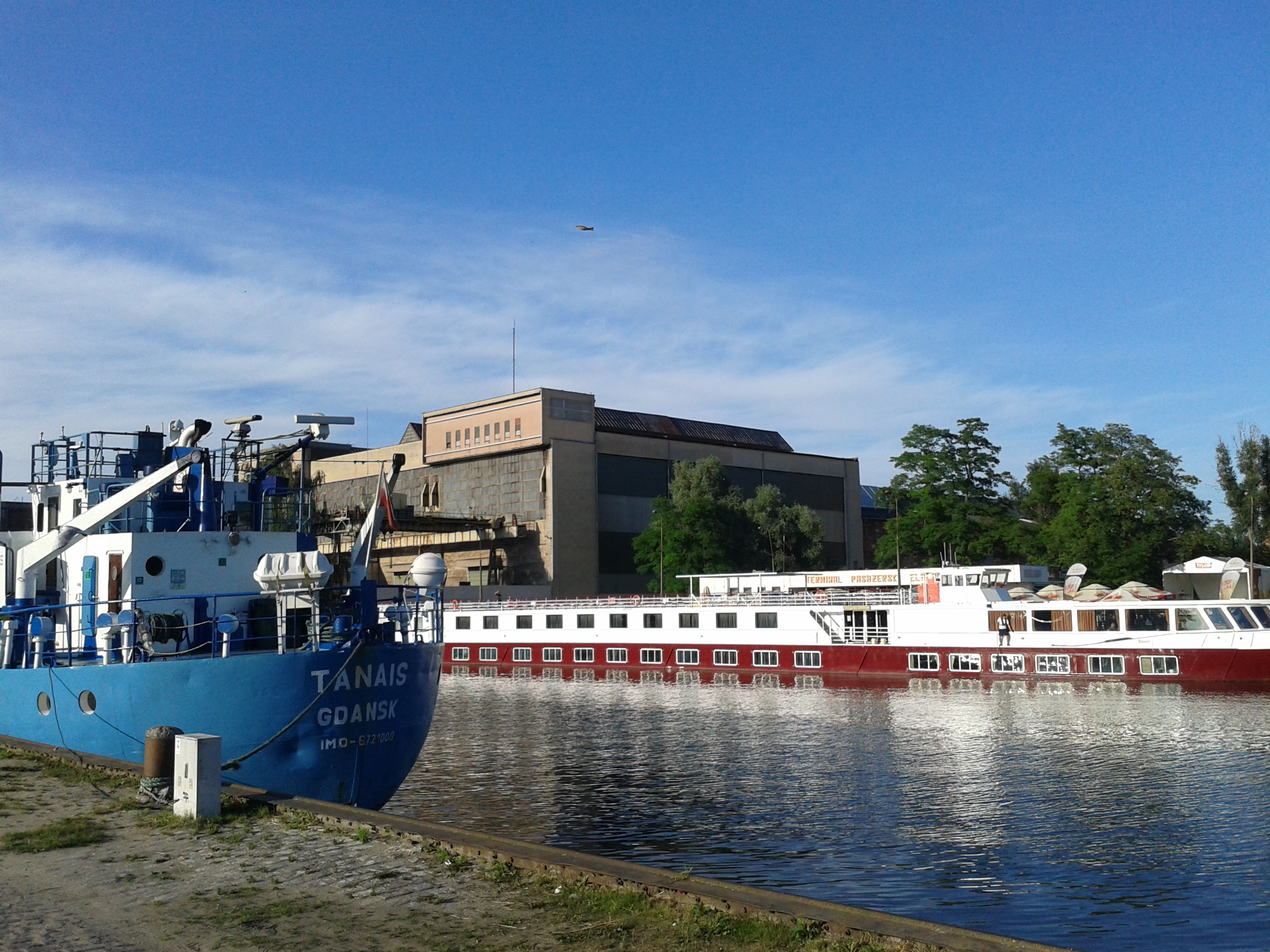
Hafen von Elbląg (2014)

Die Kailänge beträgt 3,686 Kilometer, davon bilden 300 Meter eine Anlegestelle für Fahrgastschiffe.
Der Hafen verfügt über fünf Hafenbecken, eine Reparaturwerft, einen Kran mit einer Tragfähigkeit von 150 Tonnen, ein 120 m großes Wendebecken, einen Gleisanschluss sowie alle für den Personen- und Güterverkehr erforderlichen Einrichtungen (Grenzschutz, Zollamt, Hafenmeisteramt, Seehafenbehörde, Pflanzenschutzkontrollstelle).
Mit seinen fünf Yachthäfen bietet er günstige Bedingungen für Segel- und sonstigen Wassersport.
Der Hafen ist Ausgangspunkt für die Schifffahrt auf dem Oberländischen Kanal.